# Полет 9446 на „Колган Еър“
Полет 9446 на „Колган Еър“ е вътрешен „празен полет“ от общинското летище „Барнстабъл“, Хианис, Масачузетс, до международното летище „Олбани“, Олбани, Ню Йорк, Съединените американски щати, управляван от „Колган Еър“. На 26 август 2003 г. малко след излитане, на борда на самолета „Бийчкрафт 1900D“, който изпълнява полета, възниква извънредна ситуация свързана с поддържането на зададеното положение и пилотите поискват връщане на пистата. Контролът на въздушното движение разрешава маневрата, но машината се разбива във водата на 90 м от брега на Ярмут и убива двамата пилоти на борда.
В своя окончателен доклад от разследването, НСБТ определя, че вероятните причини за инцидента са неправилна подмяна на въжето на предния елеватор от екипа за поддръжка и неадекватна функционална проверка след извършените действия. НСБТ също идентифицира неуспеха на полетния екипаж да спазва процедурите от контролния списък и погрешното изобразяване на някои компоненти от производителя на самолета в ръководството за поддръжка.
След публикуването на доклада, „Аеро Спейс Нетуърк“ отбелязва, че ръководствата за поддръжка на „Бийчкрафт 1900D“ се считат за фактори на злополука при два предишни фатални инцидента. Въпреки това, собственикът на „Бийчкрафт“, отхвърля вината за катастрофата на самолета при полет 9446, а говорител на компанията казва, че инцидентът не може да се случи без грешките на екипа за поддръжка на „Колган Еър“.